# Fermión

Nombre y carga eléctrica de los componentes de la materia.

Distinción entre Fermiones y bosones

Un fermión es uno de los dos tipos básicos de partículas elementales que existen en la naturaleza (el otro tipo es el bosón). Los fermiones se caracterizan por tener espín semientero (1⁄2, 3⁄2, ...) y, por tanto, estar sujetos al principio de exclusión de Pauli.
En física de partículas, un fermión es una partícula que sigue la estadística de Fermi-Dirac. Generalmente, tiene un espín semientero: espín 12, espín 32, etc. Los fermiones incluyen todos los cuarks y leptones, así como todas las partículas compuestas formadas por un número impar de ellas, como todos los bariones y muchos átomos y núcleos. Los fermiones difieren de los bosones, que obedecen a la estadística de Bose-Einstein.
En el modelo estándar de física existen dos tipos de fermiones fundamentales, los cuarks y los leptones. Los fermiones se consideran los constituyentes básicos de la materia, que interactúan entre ellos vía bosones de gauge. El tipo de partícula se llama así en honor al científico italiano Enrico Fermi.

Los fermiones forman una de las dos clases fundamentales de partícula subatómica, la otra es el bosón. Todas las partículas subatómicas deben ser una u otra. Una partícula compuesta (hadrón) puede pertenecer a una u otra clase dependiendo de su composición.

Algunos fermiones son partículas elementales (como el electrón), y otros son partículas compuestas (como el protón). Por ejemplo, según el teorema del espín-estadístico de la relativista teoría cuántica de campos, las partículas con espín entero son bosones. En cambio, las partículas con espín medio entero son fermiones.
Además de la característica de espín, los fermiones tienen otra propiedad específica: poseen número cuántico conservado de bariones o leptones. Por lo tanto, lo que se suele denominar relación espín-estadística es, en realidad, una relación espín- número cuántico.
Como consecuencia del principio de exclusión de Pauli, solo un fermión puede ocupar un determinado estado cuántico en un momento dado. Supongamos que varios fermiones tienen la misma distribución de probabilidad espacial. Entonces, al menos una propiedad de cada fermión, como su espín, debe ser diferente. Los fermiones suelen estar asociados a la materia, mientras que los bosones son generalmente partículas portadoras de fuerza. Sin embargo, en el estado actual de la física de partículas, la distinción entre ambos conceptos no está clara. Los fermiones de interacción débil también pueden mostrar un comportamiento bosónico en condiciones extremas. Por ejemplo, a bajas temperaturas, los fermiones muestran superfluidez para las partículas sin carga y superconductividad para las partículas con carga.
Los fermiones compuestos, como los protones y los neutrones, son los componentes clave de la materia cotidiana.
El físico teórico inglés Paul Dirac acuñó el nombre de fermión a partir del apellido del físico italiano Enrico Fermi.

## Historia del desarrollo del concepto de fermiones
El desarrollo del concepto de fermiones refleja la interacción de los avances teóricos en mecánica cuántica y teoría de campos, culminando en una comprensión robusta de la materia y sus constituyentes fundamentales. Los fermiones desempeñan un papel crucial en el universo, formando los bloques de construcción de la materia e influyendo en muchos fenómenos físicos.
Principios del siglo XX: Mecánica Cuántica
1900s: Max Planck introdujo la idea de la cuantización de la energía, sentando las bases para la mecánica cuántica.
1924: El físico indio Satyendra Nath Bose y Albert Einstein desarrollaron la estadística de Bose-Einstein, describiendo el comportamiento de partículas que pueden ocupar el mismo estado cuántico, conocidas como bosones.
El Concepto de Fermiones
1926: Wolfgang Pauli introdujo el principio de exclusión, afirmando que no se pueden ocupar simultáneamente el mismo estado cuántico dos fermiones idénticos. Este fue un momento crucial en la definición de fermiones.
1927: El término "fermión" fue acuñado por el físico Enrico Fermi, en reconocimiento a sus contribuciones al tratamiento estadístico de partículas que obedecen el principio de exclusión de Pauli.
Desarrollo de la Estadística de Fermi-Dirac
1928: Fermi y Dirac formularon de manera independiente lo que ahora se conoce como estadística de Fermi-Dirac, que rige la distribución de partículas como electrones, protones y neutrones que siguen el principio de exclusión.
Teoría Cuántica de Campos
Década de 1940: El desarrollo de la teoría cuántica de campos (QFT) consolidó aún más la comprensión de los fermiones como partículas fundamentales. La ecuación de Dirac, formulada por Paul Dirac en 1928, predijo la existencia de antimateria y describió partículas de espín 1/2, que ahora se clasifican como fermiones.
El Modelo Estándar de la Física de Partículas
Década de 1970: Emergiendo el Modelo Estándar, se proporciona un marco integral que clasifica a los fermiones en dos grupos: quarks y leptones. Los quarks se combinan para formar protones y neutrones, mientras que los leptones incluyen partículas como electrones y neutrinos.
Desarrollos Recientes
Década del 2000 y posteriores: La investigación continúa sobre el comportamiento fermiónico, particularmente en la física de la materia condensada y el estudio de aislantes topológicos, superconductores y el mecanismo de Higgs.

## Descripción cuántica
En la descripción de la mecánica cuántica no relativista las funciones de onda de los fermiones son antisimétricas, lo cual se corresponde con el hecho de que obedecen la estadística de Fermi-Dirac verificando, por tanto, el principio de exclusión de Pauli. Esta propiedad implica que dos fermiones no pueden ocupar el mismo estado cuántico al mismo tiempo.
Todas las partículas elementales "observadas" son fermiones o bosones. Una partícula compuesta, formada por varias elementales, puede ser también un fermión o un bosón dependiendo solo del número de fermiones que contenga:
- Las partículas compuestas que contienen un número par de fermiones llegan a comportarse como bosones (para valores de la energía tales que no se rompan las ligaduras entre ellas). Este es el caso, por ejemplo, de los mesones o del núcleo de carbono-12.
- Las partículas compuestas que contienen un número impar de fermiones se comportan en sí mismas como fermiones. Este es el caso, por ejemplo, de los bariones o del núcleo de carbono-13.

Por el contrario el número de bosones que contenga la partícula es irrelevante de cara a determinar su posible naturaleza fermiónica o bosónica.
Por supuesto, el comportamiento fermiónico o bosónico de las partículas compuestas solo se aprecia si observamos el sistema a gran distancia en comparación con la escala de la partícula. Si observamos a escalas similares entonces la contribución de la estructura espacial empieza a ser importante. Por ejemplo, dos átomos de helio-4 a pesar de ser bosones no pueden ocupar el mismo espacio si este es comparable al tamaño de la estructura de la partícula en cuestión. Así, el helio líquido tiene una densidad finita comparable a la densidad de la materia líquida ordinaria.

## Fermiones elementales
Los fermiones elementales se dividen en dos grupos:
- Quarks, que forman las partículas del núcleo atómico, y que son capaces de experimentar la interacción nuclear fuerte.
- Leptones, entre los que se encuentran los electrones y otras que interactúan básicamente mediante la interacción electrodébil.

La materia ordinaria está básicamente formada por fermiones y a ellos debe prácticamente toda su masa. Los átomos están compuestos por quarks que a su vez forman los protones y los neutrones del núcleo atómico y también por leptones, los electrones. El principio de exclusión de Pauli obedecido por los fermiones es el responsable de la "impenetrabilidad" de la materia ordinaria, que hace que esta sea una substancia extensa. El principio de Pauli también es responsable de la estabilidad de los orbitales atómicos haciendo que la complejidad química sea posible. También es el responsable de la presión ejercida por la materia degenerada.
Los fermiones elementales también pueden ser clasificados en:
- Fermiones de Majorana, cuando son estados propios del operador de conjugación de carga y por tanto dos fermiones de ese tipo pueden aniquilarse mutuamente.
- Fermiones de Dirac, cuando no son estados propios del operador de conjugación de carga, y por tanto, tiene una carga eléctrica de signo contrario a la de su correspondiente antipartícula.

## Fermiones supersimétricos
En el modelo ampliado de supersimetría de partículas elementales, existen más fermiones elementales. Para cada bosón existe un fermión como partícula compañera supersimétrica, un llamado bosino, de modo que el espín difiere en ±1/2 en cada caso. Los supercompañeros de los bosones se identifican con la terminación -ino en el nombre, así por ejemplo el fermión correspondiente al (hipotético) gravitón se llama entonces gravitino.
Estrictamente hablando, en primer lugar, en la imagen de la interacción, se asigna un campo fermiónico a cada campo bosónico como supercompañero. En la imagen de la masa, las partículas observables o predichas resultan respectivamente como combinación lineal de estos campos. En este caso, el número y la proporción relativa de los componentes que contribuyen a las mezclas en el lado de las superpartes fermiónicas no tienen que corresponder a las proporciones en el lado bosónico original. Sin embargo, en el caso más simple (con poca o ninguna mezcla), un fermión o bosino particular (como el gravitino mencionado anteriormente) puede ser asignado a un bosón.
Hasta ahora, la existencia de ninguna de las partículas asociadas supersimétricas postuladas ha sido probada experimentalmente. Por lo tanto, en caso de existir deberían tener una masa tan elevada que no surgirían en condiciones normales. Se espera que la nueva generación de aceleradores de partículas pueda detectar al menos algunos de estos fermiones directa o indirectamente. Con la partícula supersimétrica más ligera (LSP Lightest Supersymmetric Particle), se espera encontrar un candidato a la materia oscura del universo.